# Äijäjoki (Finse rivier)
Äijäjoki (Samisch: Áddjájohka) is een rivier die stroomt in de Finse gemeente Enontekiö in de regio Lapland. De rivier verzorgt de afwatering van de meren Äijäjävret. De ongeveer acht kilometer lange rivier stroomt naar het zuiden en mondt uit in de Muonio. Aan de rivier ligt het gelijknamige dorp Äijäjoki.
In Zweden stroomt een rivier met dezelfde naam. Beide rivieren behoren tot het stroomgebied van de Torne.
Afwatering: Äijäjoki → Muonio → Torne → Botnische Golf